# 福勒斯布拉夫 (佛羅里達州)
福勒斯布拉夫（英語：Fowlers Bluff）是位於美國佛羅里達州李維縣的一個非建制地區。該地的面積和人口皆未知。

## 地理
福勒斯布拉夫的座標為29°23′48″N 82°01′26″W / 29.39667°N 82.02389°W，而該地的平均海拔高度為2米（即7英尺）。